# 寺園脩斗
寺園 脩斗（てらぞの しゅうと、1994年〈平成6年〉6月28日 - ）は、日本のプロバスケットボール選手。宮崎県高鍋町出身。B.LEAGUEの神戸ストークス所属。ポジションはポイントガード。

## 来歴
宮崎県内の高鍋小1年バスケ生活をスタート。2006年小学6年生、全国ミニバス大会でブロック準優勝。延岡学園尚学館中学校2年、新潟全中に出場。2位で決勝トーナメントに進出、1回戦敗退。
延岡学園高校1年次にチームはインターハイに出場。ウインターカップでは主力として出場。2年次はインターハイ・国体で優勝。その年のウインターカップでは渡邊雄太率いる尽誠学園高等学校を決勝で破り優勝。高校バスケ3大大会である、インターハイ・国体・ウインターカップで3冠を達成。3年次には主将としてインターハイ・ウインターカップ両大会で優勝・2連覇。大会ベスト5に輝く。2012年8月、第22回FIBA ASIA U-18男子バスケットボール選手権大会に選出され主力として活躍。
延岡学園高校卒業後、東海大学へ進学。2014年の2年から主力として活躍し、3年連続でインカレ準優勝。4年、インカレでは敢闘賞・MIP・3ポイント王受賞。
2017年4月、九州電力へ入社。九州電力アーティサンズへ加入。
9月、全日本実業団バスケットボール競技大会準決勝でJR東日本秋田に敗れ3位決定戦で富士通に勝利し3位。
10月、えひめ国体3位。
11月4〜5日、全日本社会人バスケットボール選手権プレ大会4位。
11月24日、ストリートボール  に参加。
2018年2月、高松宮記念杯 第50回全日本実業団バスケットボール選手権大会  3位。
5月、「死に物狂いでバスケをやりたい」という思いからB.LEAGUE挑戦を表明。
翌月6月、B.LEAGUEに所属している三遠ネオフェニックスと契約。
2021年オフ、レバンガ北海道へ移籍。
2025年オフ、神戸ストークスへ移籍。